# Verbena hastata
Verbena hastata — вид трав'янистих рослин родини Вербенові (Verbenaceae), поширений у Канаді й США.

## Опис
Це прямостійна багаторічна рослина; росте групами. Суцвіття малих, від фіолетово-блакитних до рожево-пурпурових квітів розміщені на високих розгалужених, канделяброподібних стеблах. Пора цвітіння: все літо.

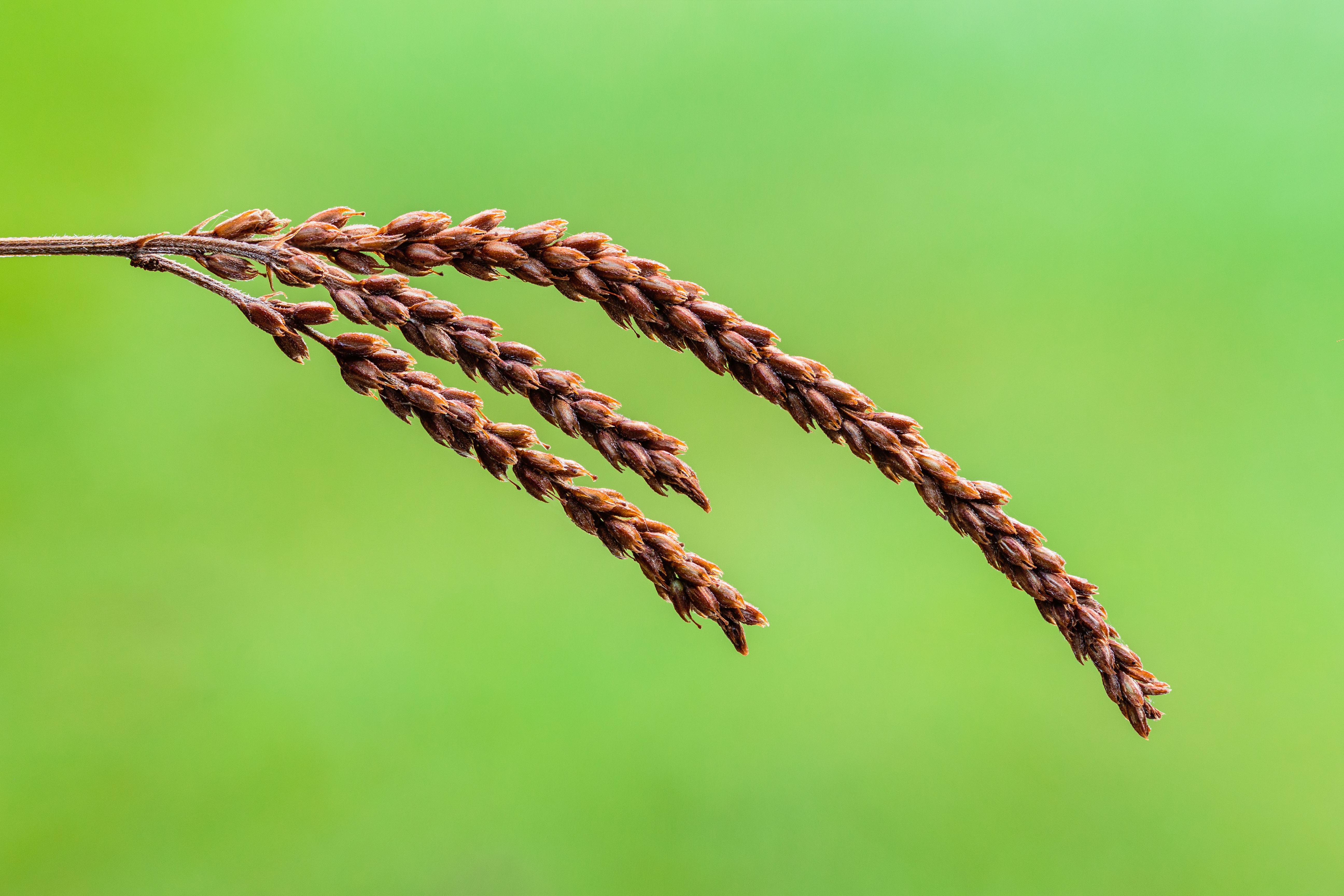
Formation des graines.

Рослина заввишки 60–150 см, може поширюватися кореневищем. Волосаті квадратні стебла можуть бути зеленими або червоними. Зубчасті ланцетні листки розміром 15 × 2.5 см розвивається в парах на стеблі. Кожна квітка ≈ 6.4 мм упоперек. Приблизно через 1½ місяця після цвітіння кожна з квітів поступається місцю чотирьом довгасто-червонувато-коричневим, трикутним-опуклим «горішкам».

## Поширення
Поширений у Канаді й США.
V. hastata віддає перевагу вологим умовам із повним чи частковим сонцем. Може розвиватися в порушених місцях і зазвичай трапляється на вологих луках, пасовищах, у заростях, а також на берегах річок, болотах, у канавах та річкових преріях.

## Використання
V. hastata традиційно використовується внутрішньо для лікування депресії, гарячки, кашлю, судом, жовтяниці та головного болю. Зовнішньо, використовується для лікування вугрів, виразок і розрізів. Застереження: V. hastata може перешкоджати лікуванню артеріальної гіпертензії та проведенню гормональній терапії. Великі дози викликають блювання та діарею.